# Гадюка (фільм)
«Гадюка» (рос. «Гадюка») — радянський повнометражний художній фільм 1965 року знятий в УРСР на Київській кіностудії імені О.Довженка режисером Віктором Івченком. Екранізація однойменної повісті російського письменника Олексія Толстого.
Лідер прокату (1966, 7 місце) — 34 млн глядачів.

## Опис
Зовсім юною дівчиною, потрапивши в полум'я громадянської війни, купчівна Ольга Зотова пройшла вдосталь жорстоких випробувань, стала перевіреним бійцем Червоної Армії. Але скінчилась війна, й найтяжчим випробуванням стало для Ольги мирне життя, в якому вона не знайшла свого місця.

## Головні ролі
- Нінель Мишкова,
- Борис Зайденберг,
- Олександр Мовчан,
- Сергій Ляхницький,
- Раїса Недашківська,
- Володимир Дальський,
- Ганна Ніколаєва,
- Мальвіна Швидлер,
- Костянтин Степанков,
- Іван Миколайчук,
- Олена Понсова,
- Любов Комарецька,
- Павло Киянський,
- Петро Вескляров

## Знімальна група
- Автор сценарію: Григорій Колтунов
- Режисер-постановник: Віктор Івченко
- Оператор-постановник: Михайло Чорний
- Художник-постановник: Михайло Юферов
- Композитор: Герман Жуковський
- Текст пісні: Н. Кооль
- Режисер: Ю. Фокін
- Редактор: Григорій Зельдович
- Музичний редактор: І. Ключарьов
- Консультанти: Л. Толстая, Микола Осликовський
- Оператор: Едуард Плучик (у титрах — Плучек)
- Звукооператор: Аріадна Федоренко
- Костюми: Ядвіги Добровольської
- Грим: М. Лосєва
- Монтажер: Л. Мхітар'янц
- Комбіновані зйомки:
  - оператор: Микола Іллюшин
  - художник: Віктор Демінський
- Асистенти:
  - режисера: М. Мощепако, Михайло Новиков
  - оператора: А. Кравченко, Л. Ребракова
  - художника: А. Бойко, Л. Сичов
- Директор картини: Михайло Ротлейдер

## Фестивалі та премії
- 1966 — Всесоюзний кінофестиваль: Почесний диплом (Нінель Мишкова)
- 1967 — Віктор Івченко — Лауреат Державної премії УРСР імені Т. Г. Шевченка (за художній фільм «Гадюка»)